# Alku a démonnal
Az Alku a démonnal (Crossroad Blues) az Odaát című televíziós sorozat második évadjának nyolcadik epizódja.

## Cselekmény
Dean és Sam felfedezik az interneten, hogy immár Deant az FBI is körözi. Miután a fiú viccesen reagál a dologra, Sam újabb furcsa ügyről számol be: egy férfi kiugrott több emelet magasságból, és szörnyethalt, mert állítólag egy nagy, fekete kutya üldözte – amit csak ő látott.
A fivérek nyomozni kezdenek az ügyben, és miután kikérdezték az elhunyt férfi kollégáját, megtudják, hogy az 10 éve egy Lloyd's Bar nevű lepukkadt fogadóban dolgozott, mikor egyik pillanatról a másikra nagy lehetőséget kapott mérnöki poszton.
Dean és Sam ellátogatnak a fogadóba, ahol az előtte található kereszteződésnél rituálékra utaló növényt találnak. Mivel rossz dolgot sejtenek, elkezdenek ásni a kereszteződés közepén, így egy démonidézésre használt kis dobozt találnak. Deannek összeáll a kép: az emberek itt üzletelnek egy démonnal, mely a lelkükért cserébe -melyet 10 év múlva pokolkutyák szállítanak a Pokolra- bármit megtesz nekik.
A fiúk találnak a dobozban egy fényképet egy bizonyos George Darrow-ról, így ellátogatnak hozzá, hátha él még. Miután a férfi nagy nehezen beengedte őket, elmondja, hogy Voodo-mágiával próbál védekezni a pokolfajzatok ellen, és hogy felkészült a halálra, csupán már csak egy festményével szeretne végezni.
Mivel a férfi nem kéri Deanék segítségét, azok kiderítik, hogy egy Evan nevű férfi is alkut kötött, így meglátogatják, és a Darrow-tól hozott Voodo-porral körbehintik. Mialatt Dean elmegy a kereszteződésbe, hogy megakadályozza Evan halálát, Sam a bajba jutott férfit Voodo-porral próbálja meg megmenteni a megjelenő pokolkutyáktól.
Az alkukat megkötő démon felajánlja Deannek, hogy lelkéért cserébe visszahozza annak apját, ám a fiú a korábban elkészített Salamon-kör segítségével csapdába ejti a démont. Hogy ne essen baja, a démon végül felbontja az Evannal kötött alkut, így a férfi megmenekül.
Dean és Sam a történtek után tovább indulnak, előtte Sam megnyugtatja magát, hogy Dean nem adná el lelkét apja életéért cserében sem…

## Természetfeletti lények

### Pokolkutyák
A pokolkutyák (más néven pokolfajzatok, démoni pitbullok) olyan természetfeletti lények, melyek egy démon üzletkötésének végrehajtói: a démon üzletet köt egy emberrel, cserébe annak lelkét bizonyos idő múlva a pokolkutyák az alku szerint Pokolra "szállítják".
Eme teremtmények az alku beteljesedése közeledtével egyre többször jelennek meg az illető álmában, amikor pedig a határidő lejár, a kutyák – amiket csak áldozatuk lát – szétmarcangolják az üzletkötő felet, lelkét a Pokolra juttatják.
Végezni velük nem lehet, feltartani csak egyfajta gyógynövénnyel lehet őket, leállítani pedig csupán úgy, ha gazdájuk visszahívja őket, vagyis a szerződés felbomlik.
A pokolkutyának a görög mitológiában Hádész háromfejű kutyáját, Kerberoszt tartották.

### Démonok
A démonokat a folklórban, mitológiában és a vallásban egyaránt olyan természetfeletti lényként, gonosz szellemként írják le, melyeket meg lehet idézni, és irányítani is lehet. Közeledtüket általában elektromos zavarok jelzik, maguk mögött pedig ként hagynak.

## Időpontok és helyszínek
- 2006. ? – Greenwood, Mississippi

## Zenék
- Robert Johnson – Crossroad Blues
- Big Bill Broonzy/Little Walter – Key to the Highway
- Son House – Downhearted Blues